# 纽伦堡之旅
《紐倫堡之旅》（德語：Die Nürnberger Reise）是赫爾曼·黑塞的一篇遊記，回憶了他從1925年9月底到11月底穿越德國南部的旅行。第一版於1927年由費舍爾出版社在柏林出版。